# Diaphanos
Diaphanos es un género de mariposas de la familia Nymphalidae.

## Descripción
Especie tipo por designación original Diaphanos huberi Adams & Bernard, 1981.

## Sistemática y biogeografía
La diversidad de mariposas altoandinas de la subtribu Pronophilina ha inspirado diferentes teorías sobre procesos biogegráficos de especiación y diversificación parapátrica y simpátrica. Inicialmente se sugirió que los géneros de páramo pueden ser representantes relictuales de linajes provenientes de vegetación abierta en las zonas bajas, pero otros autores las consideran como resultado de una radiación reciente.
Análisis preliminares sugieren que el género es monofilético, y la secuencia de especiación parece corresponder con los eventos de formación y separación de los páramos en recientes eras geológicas.
El género pertenece a un clado de mariposas que comparte algunas características morfológicas con los Erebiina neárticos, y algunos autores los colocan en esa tribu, sin embargo el análisis molecular los ubica dentro de los Pronophilina.

## Diversidad
Existen 3 especies reconocidas en el género, todas ellas tienen una distribución restringida dentro de la cordillera de Mérida en Venezuela.

## Ciclo de vida
No se ha documentado el comportamiento de oviposición en vida silvestre, pero en hembras de D. fuscus y D. curvignathos se observó la expulsión de gran cantidad de huevos en pocas horas después de su captura. Se sospecha que las larvas de estas mariposas se alimentan de gramíneas y otras monocotiledóneas abundantes en los ecosistemas que habitan, pero no se ha logrado estudiar el ciclo de vida completo de ninguna especie del género Diaphanos.

## Comportamiento y Ecología
La especie D. huberi parecen tener un reducido periodo de actividad diurno, con pocas horas de vuelo por día.
D. huberi está asociado con humedales parameros.

## Conservación
Las poblaciones de las especies de Diaphanos se consideran vulnerables por su alto grado de especialización al medio ambiente páramo. A pesar de que se sospecha que sus larvas se alimentan de plantas altamente abundantes en su hábitat natural, la transformación de los páramos por el sobrepastoreo pueden cambiar las condiciones locales y extinguir poblaciones enteras, incluso dentro de áreas protegidas. De hecho, los ecosistema de alta montaña venezolanos se consideran igualmente amenazados según los criterios de listas rojas de ecosistemas.
D. huberi fue incluida en la primera lista roja de insectos amenazados a nivel global por considerarse una especie rara o escasa, y ha sido evaluada en el libro rojo de la fauna Venezolana desde el año 2003. D. fuscus y D. curvignathos han sido evaluadas a partir de 2008.